# Paul Schöffler
Paul Schöffler (Dresda, 15 settembre 1897 – Amersham, 21 novembre 1977) è stato un baritono tedesco.

## Biografia
Nato a Dresda, ha studiato al Conservatorio di quella città con Rudolf Schmalmauer e Waldemar Staegemann, e poi a Milano con il grande baritono italiano Mario Sammarco. È stato membro della Semperoper di Dresda nel 1925-1937, e poi si è unito alla Wiener Staatsoper. Cantava di frequente al Festival di Bayreuth e al Festival di Salisburgo, affermandosi in ruoli come Figaro, Don Giovanni, Alfonso, l'Oratore del Tempio, Pizarro, L'Olandese Volante, Wolfram, Kurwenal, Hans Sachs, Wotan, Amfortas e Orest. Ha partecipato alla rappresentazione del Dantons Tod di Gottfried von Einem nel 1947, e del Die Liebe der Danae di Richard Strauss nel 1952, entrambi a Salisburgo.
Ha fatto apparizioni alla Royal Opera House di Londra, l'Opéra di Parigi, Aix-en-Provence Festival, La Scala di Milano, il Teatro Colon di Buenos Aires, il Metropolitan Opera di New York, ed a San Francisco e Chicago .
Egli ha anche goduto di un notevole successo in alcuni ruoli italiani in particolare Iago e Scarpia, e alla fine si dedicò a ruoli di carattere (Insegnante di musica, Antonio).
Paul Schöffler è morto in Amersham, in Inghilterra.

## Discografia (selezione)
- Beethoven: Symphony No. 9, In D Minor, Op. 125 - Choral Par Furtwängler (Wien 1953) - Wiener Philharmoniker/Wilhelm Furtwängler/Wiener Singakademie/Irmgard Seefried/Rosette Anday/Anton Dermota/Paul Schöffler, Archipel
- Beethoven: Symphony No. 9 (1957) - Chorus of the Vienna State Opera/Vienna Symphony Orchestra/Karl Böhm/Paul Schöffler/Anton Dermota/Hilde Rössel-Majdan/Teresa Stich-Randall, IMD
- Strauss R: Ariadne auf Naxos (Salzburger Festspiele) - Hilde Güden/Irmgard Seefried/Karl Böhm/Lisa Della Casa/Paul Schöffler/ Vienna Philharmonic Orchestra, Deutsche Grammophon
- Strauss R: Die Frau ohne Schatten - Hans Hopf/Karl Böhm/Leonie Rysanek/Vienna Philharmonic Orchestra, 1956 Decca
- Wagner: Die Meistersinger von Nürnberg - Vienna Philharmonic Orchestra/Karl Böhm/Paul Schöffler, The Art Of Singing
- Wagner: Die Meistersinger - Metropolitan Opera Orchestra & Chorus/Hans Hopf/Victoria de los Ángeles/Hertha Glaz/Richard Holm/Josef Greindl/Paul Schöffler/Thomas Hayward/Gerhard Pechner/Algerd Brazis/Mack Harrell/Osie Hawkins/Alessio De Paolis/Joseph Folmer/Emery Darcy/Lorenzo Alvary/Lawrence Davidson/Clifford Harvuot/Fritz Reiner, Sony
- Schoeffler Operatic Recital - Paul Schöffler/Vienna Philharmonic Orchestra/Karl Böhm/Rudolf Moralt, Decca

## DVD (selezione)
- Berg: Lulu (Theater an der Wien, 1962) - Paul Schöffler/Rudolf Schock/Karl Böhm, Arthaus Musik/Naxos/ORF
- Strauss R: Ariadne auf Naxos (Salzburg Festival, 1965) - Paul Schöffler/Sena Jurinac/Reri Grist/Karl Böhm, Arthaus Musik/Naxos